# Muhammad I af Granada
Muhammad I af Granada (født 1195 – død 22. januar 1273) også kendt som Ibn al-Aḥmar var den første hersker over Emiratet Granada som var den sidste muslimske stat på den iberiske halvø. Han var også grundlæggeren af Nasride dynastiet og manden som startede byggeriet på fæstningsanlægget Alhambra som i dag er på UNESCOs verdensarvliste.

## Tidlige liv
Muhammed I blev født i 1195 i Arjona som lægger i det sydlige Spanien. Han havde en ydmyge bagrund hvor han ifølge castilianske kilder var en bonde/landmand. Han kom fra en klan ved navn Banu Nasr/ Banu al-Ahmer, det menes at klanen stammer fra en af profeten Muhammeds Sahabaer ved navn Sa'd ibn Ubadah det menes at Sa`ds efterfølger senere hen migrerede til den iberiske halvø hvor de blev til landmænd. I Muhammeds unge dage blev han kendt for sit lederskab.

## Hersker
I 1231 blev Ibn Hud besejret i kampen ved Jerez af Castilien. Hvilke gjorde at det opstod oprør over hele det muslimske Iberiske Halvø, et af de oprør opstod i Muhammads by, byen havde erklæret sig selv selvstændig den 16 Juli 1232, Muhammed blev valgt som deres leder som på det tidspunkt var kendt for at være krigerisk og fromhed. I det samme år havde han begyndt at udvide sit domæne til Jaen en vigtig by tæt på Arjona, han blev ved med at prøve at udvide sit domæne han tog endda Sevilla men kunne kun holde den i en måned dog efter flere års borgerkrig mod Ibn Hud, efter at have haft flere forsøg at udvide, underkastede han sig til Ibn Hud, dog beholdte han meget af sit domæne som indeholdte byer som Arjona, Jaén, Porcuna, Guadix og Baeza. Dog i 1236 gjorde Muhammed oprør imod Ibn Hud og han allierede sig selv med Ferdinand III og hjælp ham med at overtage Córdoba. Han begyndte også at over tage byer i det sydlige Spanien nogen tog han med magt andre kunne han overtage diplomatisk fx i 1237 blev han inviteret af byen Granada om at overtage dem, han gjorde efterfølgende byen til sin hovedstad.
I 1238 kom Muhammed ind til Granada hvor han efterfølgende gjorde slottet Alcazaba til hans bolig, efter at have etableret sig selv i Granada, begyndte Muhammed på flere projekter som defensive strukturere, dæmning og en grøft. Det var også der at arbejdet på Alhambra påbegyndte som senere ville blive den primære bygning for hans dynasti indtil 1492. For at få fat finansiering pressede Muhammed sine skatte opkræver til hans projekter, Muhammed henrettede endda Almerias skatte opkræver Abu Muhammad ibn Arus.
I det tidlige 1240 begyndte Muhammed og Ferdinand IIIs forholde at falde fra hinanden det endte med at i 1242 plyndrede muslimerne Andújar & Martos som på det tidspunkt var under Ferdinand III kontrol, så i 1244 tog Castilien Muhammeds hjemby. I 1245 Ferdinand III begyndte at belejre den befæstede by Jaén. Under belejringen prøvede Muhammed at sende forsyninger ind til byen dog mislykkes og i 1246 havde Muhammet overgivet byen og skule sende 150,000 maravedíer og ifølge nogen kilder underkastede Muhammed sig til Ferdinand. Den aftale lavet i 1246 ville holde 20 år. I 1264 angreb Muhammed Castilien, da muslimer i nylige områder erobret af Castilien gjorde oprør. Oprøret blev kaldt Mudéjar oprøret og starten lykkedes det muslimerne at tage kontrol over Murcia, Jerez, Utrera, Lebrija, Arcos og Medina Sidonia. Men Alfonso X og James I af Aragon modangreb og i 1265 invaderede Alfonso X Muhammeds domæne efter det søgte Muhammed efter fred, han var nu nødt til at betale 250,000 maravedíer til Castilien. 
Muhammed døde den 22. januar 1273, efter at være faldet af sin hest. Hans efterfølger var hans søn Muhammad II.